# Virola theiodora
Virola theiodora (Spruce ex Benth.) Warb. – gatunek rośliny z rodziny muszkatołowcowatych (Myristicaceae). Występuje naturalnie w Kolumbii, Wenezueli, Ekwadorze, Peru, Boliwii oraz Brazylii (w stanie Amazonas). 

## Morfologia
PokrójZimozielone drzewo dorastający do 5–12 m wysokości.

## Biologia i ekologia
Rośnie w wiecznie zielonych lasach. 

## Systematyka
Według The Plant List V. theiodora uważana jest za odrębny gatunek, jednak niektóre źródła opisują ten takson jako synonim gatunku V. sebifera. 

## Zastosowanie
Żywica z wewnętrznej części kory ma działanie silnie narkotyczne. Ponadto Indian stosują ten ekstrakt jako truciznę do powlekania strzał.